# Michelle Wu (triathlon)
Pour les articles homonymes, voir Michelle Wu (homonymie) et Wu.
Michelle Wu, née le 3 mars 1983 à Sydney est une triathlète professionnelle australienne, multiple vainqueur sur triathlon Ironman 70.3.

## Palmarès
Le tableau présente les résultats les plus significatifs (podium) obtenus sur le circuit international de triathlon et de duathlon depuis 2007,.
| Année | Compétition                         | Pays      | Position          | Temps            |
| ----- | ----------------------------------- | --------- | ----------------- | ---------------- |
| 2013  | Ironman 70.3 Taiwan                 | Taïwan    | Médaille d'or     | 4 h 28 min 13 s  |
| 2013  | Ironman Japon                       | Japon     | Médaille d'argent | 10 h 19 min 24 s |
| 2012  | Batemans Bay Ultimate Triathlon     | Australie | Médaille d'or     | 5 h 26 min 23 s  |
| 2012  | Ironman 70.3 Cairns                 | Australie | Médaille d'argent | 4 h 30 min 0 s   |
| 2011  | Ironman 70.3 Taiwan                 | Taïwan    | Médaille d'or     | 4 h 31 min 55 s  |
| 2011  | Ironman 70.3 Yeppon                 | Australie | Médaille d'or     | 4 h 22 min 43 s  |
| 2011  | Ironman 70.3 Canberra               | Australie | Médaille d'argent | 4 h 30 min 24 s  |
| 2010  | Ironman 70.3 Taiwan                 | Taïwan    | Médaille d'or     | 4 h 34 min 58 s  |
| 2010  | Ironman 70.3 Tokoname               | Japon     | Médaille d'or     | 4 h 51 min 27 s  |
| 2010  | Canberra Half Ironman Triathlon     | Australie | Médaille d'or     | 3 h 56 min 52 s  |
| 2010  | Capricorn Resort Half Ironman       | Australie | Médaille d'argent | 4 h 32 min 32 s  |
| 2008  | Canberra Half Ironman Triathlon     | Australie | Médaille d'argent | 4 h 56 min 56 s  |
| 2007  | Canberra Half Ironman Triathlon     | Australie | Médaille d'or     | Timing           |
| 2007  | Championnat d'Australie de duathlon | Australie | Médaille d'or     | 2 h 13 min 46 s  |